# آدریان پوپسکو
آدریان پوپسکو (رومانیایی: Adrian Popescu؛ زادهٔ ۲۶ ژوئیهٔ ۱۹۶۰) یک بازیکن فوتبال اهل رومانی است.
وی همچنین در تیم ملی فوتبال رومانی بازی کرده‌است.